# 須本壮一
須本 壮一（すもと そういち、1963年8月16日 - ）は、日本の漫画家。男性。神奈川県川崎市出身。デビュー以来、本 そういち（もと そういち）のペンネームを名乗っていたが、2010年の『永遠の0』以降は主に本名を使用している。

## 略歴
日本大学高等学校卒業。在学中からいわゆる「持ち込み」（持ち込み原稿）を行っていたが、小学館の編集者に高校を卒業するように言われる。在学中にアシスタント募集をしていた岡崎つぐおのアシスタントとなり、制作技術の腕を磨き、また、漫画家という稼業を間近に学んだ。岡崎つぐおの元にやってくる編集者に自作品の添削を受けつつアシスタントをこなしながら、編集者に勧められた作品を仕上げて新人コミック大賞に応募、同作が1980年第19回『週刊少年サンデー』新人コミック大賞佳作となり、商業誌デビュー。その後、漫画家と並行して役者を目指し、1986年TBS緑山塾第四期生として入塾、1987年卒業後舞台を中心に演技活動を行うが、自身の趣味でもある麻雀をテーマにした作品が1990年半ば軌道に乗り、漫画家としての活動が主力となる。そこから麻雀漫画家としての地位を確立。さらには北朝鮮拉致問題等の社会問題を扱う一方、『夢幻の軍艦大和』のような戦記物や、『ガンパパ島の零戦少女』のような美少女キャラ漫画なども手がける。
竹書房の麻雀雑誌の企画で、最高位戦のプロ雀士試験を受験したところ合格。日本プロ麻雀協会が最高位戦から分裂した際に日本プロ麻雀協会に移籍。
2009年9月からは、漫画家が中心となって立ち上げた子ども達の明るい未来のためのボランティア活動「Be Smile Project」の代表を務める。
2023年1月、イブニングで連載中であった『紫電改343』が同誌の休刊に伴い中断。完結まで描きたいとの想いからクラウドファンディングにより資金調達を実施。当初予定したゴール金額の1,200万円をクリアしただけでなく、ネクストゴールとして設定した1,500万円、さらには募集期間最終日にファイナルゴールとして設定した2,000万円も達成。イブニングからの単行本は全9巻だが、2023年6月以降に「完結編」と銘打った同人誌としてその続編を刊行していく。

## 作品リスト

### 本そういち名義
- ママはアイドル!（原作：吉本昌弘、祥伝社、全2巻） - TVドラマのコミカライズ
- 小娘のミッドナイト（原作：桑原譲太郎、スコラ、全3巻） - 同名小説のコミカライズ
- 3RD ST（サードストリート）（原作：本そういち、BACK UP STAFF：EVERY 3RD ST.FRIEND`S in LA 1988、双葉社、全2巻）
- ウァナビーズ（脚本：来賀友志、別冊近代麻雀、竹書房、既刊2巻）
- 伝授 平成ヘタ殺し（原作：来賀友志、『雀王』、竹書房、上下巻）
- カキヌマの時代（『リイドコミック』、リイド社、全2巻）
- R指定（『コミックBINGO』、文藝春秋、全2巻）
- フリー雀荘最強伝説ONE（『近代麻雀』、竹書房、全10巻）
- 新フリー雀荘最強伝説ワン（『近代麻雀』、竹書房、全3巻）
- 麻雀新世紀 赤の伝説（『近代麻雀オリジナル』、竹書房、全3巻）
- 麻雀無限会社39 ZANK（原作：安藤満、『近代麻雀オリジナル』、竹書房、全8巻）
- 奪還（原作：蓮池透、『漫画アクション』、双葉社、上下巻）
- 母が拉致された時僕はまだ1歳だった（原作・監修：飯塚耕一郎、『漫画アクション』、双葉社、単巻）
- めぐみ（原作・監修：横田滋、横田早紀江、『漫画アクション』、双葉社、全2巻）
- 神の手を持つ男（監修：福島孝徳、『コミックチャージ』、角川書店）
- ガンパパ島の零戦少女（『漫画アクション』、双葉社、全3巻）
- 夢幻の軍艦大和（『イブニング』、講談社、全14巻）
- 週刊マンガ日本史第50号『マッカーサー』（朝日新聞出版）
- ホリエ戦記（原作：堀江貴文、『近代麻雀』、竹書房、全2巻）

### 須本壮一名義
- 永遠の0（原作：百田尚樹、『漫画アクション』、双葉社、全5巻）
- 海賊とよばれた男（原作：百田尚樹、『イブニング』、講談社、全10巻）
- 罪の声（原作：塩田武士、『イブニング』、講談社、全3巻）
- GATO―ゼロイチの戦場―（『月刊コミックジヘン』、マンガZERO／株式会社Nagisa、単行本：朝日新聞出版、全3巻／「飢島戦記―ゼロイチの戦場―」と改題、全5巻／リイド社より元のタイトルで上下巻）
- 紫電改343（『イブニング』、講談社、全9巻）『イブニング』で連載されたものは「第一部完」としている。のちクラウドファンディングによる制作資金調達に成功したため、それ以降は自費出版により「完結編」「戦後編」として刊行する（完結編全4巻）[6]。
  - 五十六の密命（『イブニング』、講談社）『紫電改343』のプロローグとされる読み切り。
- 全裸監督 村西とおる伝（原作：本橋信宏、『月刊コミックバンチ』、新潮社、全3巻）同名小説のコミカライズ
- 邦人奪還―自衛隊特殊部隊が動くとき―（原作：伊藤祐靖、『コミックバンチKai』、新潮社、既刊2巻）同名小説のコミカライズ

## 師匠
- 岡崎つぐお[3]
- 山田貴敏[3]